# Stenocercus eunetopsis
Stenocercus eunetopsis är en ödleart som beskrevs av  John E. Cadle 1991. Stenocercus eunetopsis ingår i släktet Stenocercus och familjen Tropiduridae. Inga underarter finns listade i Catalogue of Life.